# Platycheirus celsus
Platycheirus celsus är en tvåvingeart som först beskrevs av Violovitsh 1975.  Platycheirus celsus ingår i släktet fotblomflugor, och familjen blomflugor.
Artens utbredningsområde är Kazakstan. Inga underarter finns listade i Catalogue of Life.